# Zelenodolsk, Nga

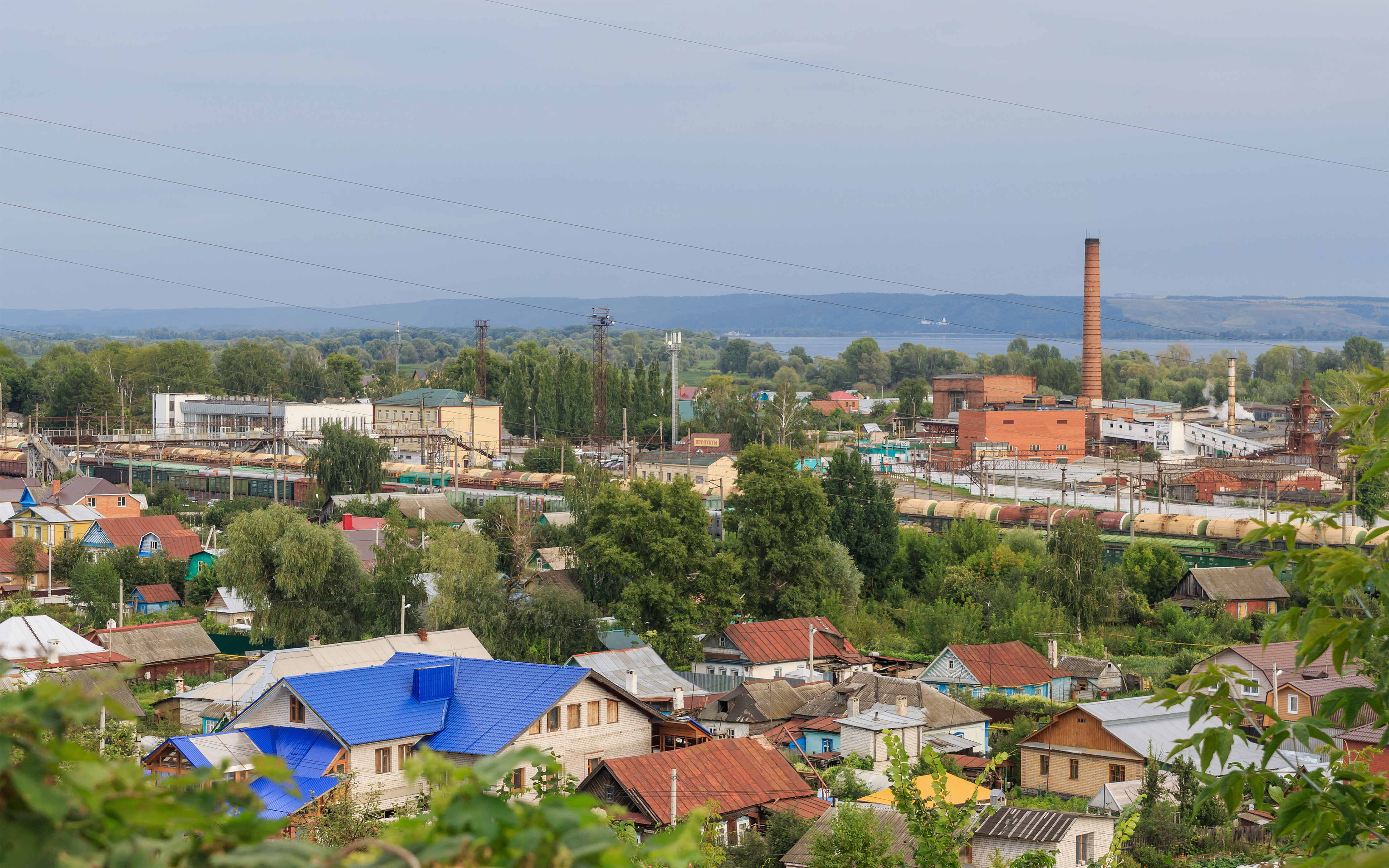

Zelenodolsk (tiếng Nga: Зеленодо́льск; tiếng Tatar: Яшел Үзән, đã Latinh hoá: Yäşel Üzän; tiếng Mari: Парат, Parat) là một thành phố Nga. Thành phố này thuộc chủ thể Cộng hòa Tatarstan. Thành phố có dân số 100.139 người (theo điều tra dân số năm 2002). Đây là thành phố lớn thứ 166 của Nga theo dân số năm 2002. Dân số qua các thời kỳ: 97,651 (Điều tra dân số 2010); 100,139 (Điều tra dân số 2002); 94,079 (Điều tra dân số năm 1989).
Thành phố nằm ở tây bắc Cộng hòa Tatarstan, Nga, bên tả ngạn sông Volga, cự ly 38 kilômét (24 mi) từ Kazan. Thành phố là trung tâm hành chính của huyện Zelenodolsky dù về mặt hành chính không thuộc huyện này. Thành phố có nhà má đóng tàu Zelenodolsk thành lập năm 1895.